# Bo Svenson
Pour les articles homonymes, voir Svenson.
Bo Svenson, né le 13 février 1944 à Göteborg, est un acteur suédois naturalisé américain. Installé aux États-Unis depuis son adolescence, il a mené une carrière au cinéma en interprétant fréquemment des rôles de policiers ou de militaires.

## Filmographie partielle

### Cinéma
- 1973 : Maurie : Jack Twyman
- 1975 : La Kermesse des aigles (The Great Waldo Pepper) : Axel Olsson
- 1975 : Justice sauvage 2 - la revanche (Walking Tall Part II) : Buford Pusser
- 1976 : Coup de sang (Breaking Point) : Michael McBain
- 1977 : Dollars en cavale (Special Delivery) : Jack Murdock
- 1977 : Walking Tall: The Final Chapter : Buford Pusser
- 1977 : Une poignée de salopards (Quel maledetto treno blindato) : Le Lieutenant Robert Yeager
- 1978 : Le Fils du cheikh (Il figlio dello sceicco) de Bruno Corbucci : Hamilton Burger
- 1979 : North Dallas Forty : Jo Bob Priddy
- 1980 : Virus : Le major Carter
- 1982 : À la limite du cauchemar (Night Warning) : Le détective Joe Carlson
- 1983 : Tonnerre (Thunder) : Le shérif Bill Cook
- 1984 : Autorisé à tuer (Deadly Impact) : George Ryan
- 1984 : The Manhunt (Cane arrabbiato) : Le shérif
- 1985 : Les Magiciens du royaume perdu (Wizards of the Lost Kingdom) : Kor
- 1986 : Delta Force (The Delta Force) : Le capitaine Campbell
- 1986 : Choke Canyon : Le capitaine Oliver Parkside
- 1986 : Mister Dynamite (Longxiong hudi) : Monk (non crédité)
- 1986 : Le Maître de guerre (Heartbreak Ridge) : Roy Jennings
- 1987 : Tonnerre 2 - Le guerrier rebelle (Thunder II) : Le shérif Roger
- 1987 : Double Target - Cibles à abattre (Double target) : Le colonel Galckin
- 1987 : White Phantom : Le colonel
- 1987 : Movie in action : Le directeur
- 1987 : Maniac Killer : Le comte Silvano
- 1987 : Delta Force Commando : Le colonel Keitel
- 1988 : L'Invasion des cocons (Deep Space) : Le capitaine Robertson
- 1988 : Fureur primitive (Rage - Furia primitiva) : Ethridge
- 1989 : La Morsure (Curse II: The Bite) : Le shérif
- 1989 : Evil Train (Beyond the Door III) : Le professeur Andromolek
- 1989 : The Kill Reflex : Ivan Moss
- 1990 : Tides of War : Le Colonel Otto Haber
- 1991 : Steele's Law : Le shérif Barnes
- 1992 : Three Days to a Kill : Rick
- 1994 : Savage Land : Jebidiah Hawkins
- 1996 : Cheyenne : Le capitaine Starrett
- 1997 : Speed 2 : Cap sur le danger (Speed 2: Cruise Control) : Le capitaine Pollard
- 2000 : CrackerJack 3 : Jack Thorn
- 2004 : Kill Bill : Volume 2 : le révérend Harmony
- 2009 : Inglourious Basterds : le colonel américain (caméo)
- 2014 : The Dependables : Mick Skinner (DTV)
- 2014 : Jersey Justice : W.W. Tolliver

### Télévision

#### Séries Télévisées
- 1970 : Le Virginien saison 9 épisode 09 (The price of the hanging) : Lonnie
- 1983: Magnum saison 3 épisode 1 et 2: Ivan

#### Téléfilms
- 1973 : Frankenstein, de Glenn Jordan : le monstre de Frankenstein
- 1977 : Snowbeast : Gar Seberg
- 1979 : L'or des amazones (Gold of the Amazon Women) : Tom Jensen
- 1984 : Jalousies (Jealousy) : Jesse Hutton
- 1987 : Les Douze Salopards : Mission Suicide (The Dirty Dozen: The Deadly Mission) : Maurice Fontenac
- 1997 : La mémoire du cœur (Heartless) : Le shérif Sam
- 2004 : Un jour tu verras... (I'll Be Seeing You) : Philip Carter
- 2010 : Icarus : Vadim